# 安見元勝
安見 元勝（やすみ もとかつ）は、江戸時代前期の加賀藩士。砲術家。初め右近、のちに隠岐と称した。

## 略歴
安見勝之の長子として生まれる。父・勝之は慶長5年（1600年）より加賀前田家に仕えて6000石を領し、父の没後、元勝はその跡を継いだ。勝之は安見流砲術の祖である安見右近丞一之と同一人物と見られ、元勝もまた、田付景澄・稲富祐直とともに砲術の三傑と称されるほどの名人であった。
大坂の陣では主君・前田利常に従い、足軽頭として鉄砲隊を率いた。左手（または右手）の3指を失うなどの重傷を負い、敵にあわや首を取られそうになるも味方に助けられ生還。家臣らは敵の首13を取った。この功によってか14000石に加増された（元勝本人は1万石で与力が4000石ともいう）。
寛永2年（1625年）、森右近大夫忠広と同じ名を避けるため、右近から隠岐に改称した。
寛永10年（1633年）または同13年（1636年）、能州島（能登島）へ配流され、5、6年の内に病死した。主君から覚えめでたい元勝が配流に至った理由は不明で、皆怪しんだという。
弟・伊織は1000石を知行し、その子・伊織（二代目）がそれを引き継いだが、のち高野山に入り僧となった。また元勝の子も隠岐と名乗ったが、父と同じく配流され、隠岐の子・与左衛門は4代藩主・綱紀に仕え300石を領した。その子・瀬兵衛は200石を知行し、以後子孫はその禄を襲った。

## 人物・逸話
- 鉄砲の技では稲富と名を等しくしたが、稲富と違い強力の者だったという[4]。大坂の陣で右手の3指を失った後に人と手綱引きをしても、親指と小指のみで負けることがなかった[7][16]。
- 最も長じていたのは砲術であるが、和歌や書にも通じていた[17][4]。
- 主君・利常の命でその娘を養女とし、この娘が後に前田対馬の妻となったと言われる[18][10]。ただしこの娘が利常の娘というのは事実ではないとも考えられている[18]。

## 登場する作品
- 戸部新十郎『安見隠岐の罪状』毎日新聞社、1973年。 - 加賀藩史料を元に安見元勝の生涯を描いた時代小説。